# 小珀尼茨湖

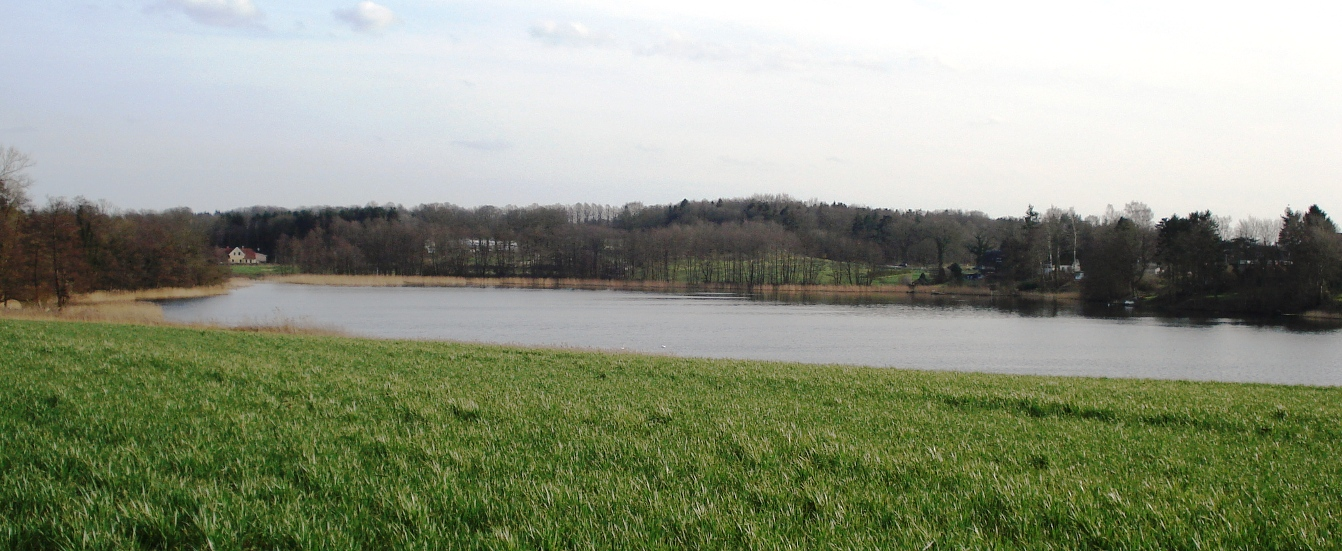

54°02′32″N 10°41′50″E / 54.042331°N 10.697293°E
小珀尼茨湖（德語：Kleiner Pönitzer See），是德國的湖泊，位於該國北部石勒蘇益格-荷爾斯泰因州，由東荷爾斯泰因縣負責管轄，長0.8公里、寬0.2公里，面積0.2平方公里，平均水深4.8米，最大水深8.9米，水體容量86萬立方米。